# Sundhoffen
Sundhoffen là một xã trong vùng Grand Est, thuộc tỉnh Haut-Rhin, quận Colmar, tổng Andolsheim. Tọa độ địa lý của xã là 48° 02' vĩ độ bắc, 07° 24' kinh độ đông. Sundhoffen nằm trên độ cao trung bình là 193 mét trên mặt nước biển, có độ cao thấp nhất là 189 mét và độ cao nhất là 194 mét. Xã có diện tích 12,75 km², dân số vào thời điểm 1999 là 1911 người; mật độ dân số là 149 người/km².

## Thông tin nhân khẩu
| 1845  | 1903 | 1962 | 1968 | 1975  | 1982  | 1990  | 1999  |
| ----- | ---- | ---- | ---- | ----- | ----- | ----- | ----- |
| 1.250 | 933  | 812  | 872  | 1 299 | 1 670 | 1 756 | 1 911 |